# (17115) Justiniano
(17115) Justiniano est un astéroïde de la ceinture principale.

## Description
(17115) Justiniano est un astéroïde de la ceinture principale. Il fut découvert le 10 mai 1999 à Socorro (Nouveau-Mexique) par LINEAR. Il présente une orbite caractérisée par un demi-grand axe de 2,90 UA, une excentricité de 0,07 et une inclinaison de 1,6° par rapport à l'écliptique.

## Compléments